# Isse (Marna)
Isse è un comune francese di 129 abitanti situato nel dipartimento della Marna nella regione del Grand Est.

## Società

### Evoluzione demografica
Abitanti censiti